# HMS Resolution (S22)
Pour les autres navires du même nom, voir HMS Resolution.
Le HMS Resolution (S22) est un sous-marin britannique à propulsion nucléaire des années 1960, le premier sous-marin nucléaire lanceur d'engins (SNLE) en service dans la Royal Navy.

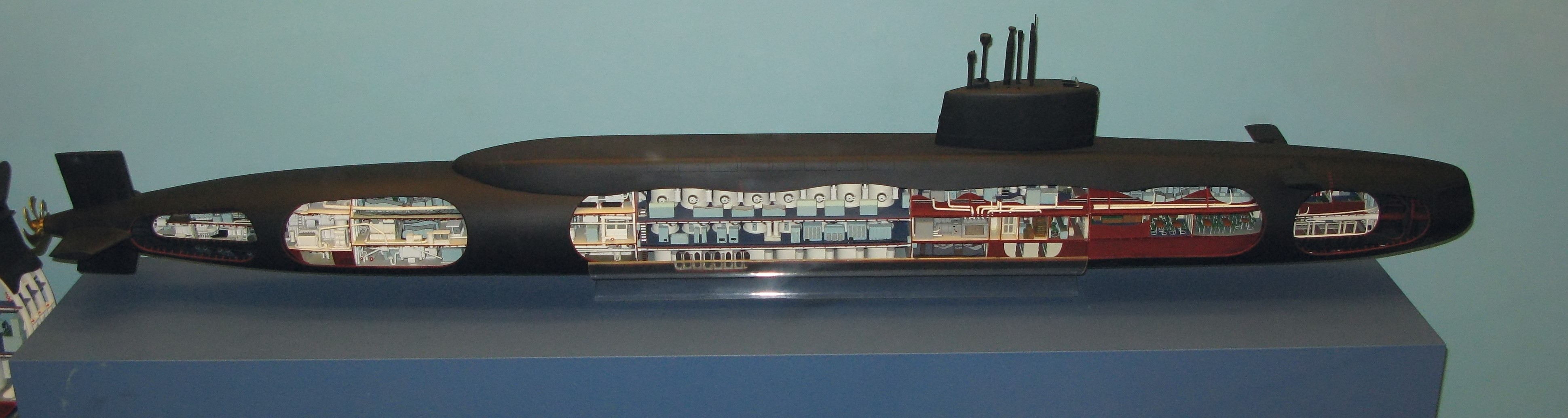
Écorché du HMS Resolution

Commandé en mai 1963 par le gouvernement Macmillan, le Resolution est construit par Vickers Armstrong pour 40,2 millions de livres sterling. La quille est posée le 26 février 1964 en présence du directeur des Constructions navales, Alfred Sims ; le lancement du navire a lieu le 15 septembre 1966, en présence de la reine mère. Le sous-marin est admis au service actif le 2 octobre 1967, et à la suite d’une intense campagne de tests, y compris le lancement d’un premier missile Polaris le 15 février 1968, entame sa carrière opérationnelle le 15 juin 1968.
À la suite de l’achèvement du premier sous-marin de la classe Vanguard en 1992, la classe Resolution est progressivement retirée du service. Le HMS Resolution lui-même est retiré le 22 octobre 1994, après 69 patrouilles, et envoyé au chantier naval de Rosyth. Il y est stocké intact, à l’exception de sa chaufferie nucléaire, déchargée de son combustible. Le ministère britannique de la Défense doit encore statuer au sujet du retrait de son réacteur nucléaire et du démantèlement de la coque.